# Motala och Bergslags kontrakt
Motala och Bergslags kontrakt var ett kontrakt i Linköpings stift inom Svenska kyrkan. Kontraktet utvidgades och namnändrades 1 januari 2017 till Vätterbygdens kontrakt, samtidigt som Finspångs församling överfördes till Östgötabygdens kontrakt. 
Kontraktskoden var 0203.

## Administrativ historik
Kontraktet bildades  1 december 2004 av
från Motala kontrakt som bildats 1975 av 
- hela Aska och Dals kontrakt som i sin tur bildats 1962 av
  - hela Aska kontrakt, som brutits ut 1725 ur ett med Dals gemensamt kontrakt, med
    - Motala församling
    - Vinnerstads församling som 1967 uppgick i Motala församling
    - Västra Stenby församling som 2006 uppgick i Aska församling
    - Fivelstads församling som 2006 uppgick i Aska församling
    - Hagebyhöga församling som 2006 uppgick i Aska församling
    - Orlunda församling (från 1872)
    - Västra Ny församling
    - Varv och Styra församling (uppdelad före 1862) som 2006 uppgick i Aska församling
    - Asks församling som 2008 uppgick i Fornåsa församling
    - Ekebyborna församling som 2008 uppgick i Fornåsa församling

  - Dal delen ur Dals och Lysings kontrakt som hade bildats 1 juni 1940 av Lysings kontrakt och Dals kontrakt, som i sin tur brutits ut 1725 ur ett med Aska gemensamt kontrakt, med 
    - Vadstena församling
    - Vadstena skola och hospitalspredikanten i Vadstena sorterade under kontraktsprosten i Dals kontrakt liksom Vadstena krigsmanshus
    - Sankt Pers församling som 1967 uppgick i Vadstena församling
    - Orlunda församling som 1 maj 1872 överfördes till Aska kontrakt
    - Strå församling som 2006 uppgick i Vadstena församling
    - Rogslösa församling som 2006 uppgick i Dals församling
    - Väversunda församling som 2006 uppgick i Dals församling
    - Örberga församling som 2006 uppgick i Dals församling
    - Nässja församling som 2006 uppgick i Dals församling
    - Herrestads församling som 2006 uppgick i Dals församling
    - Källstads församling som 2006 uppgick i Dals församling

- samt från en del av Gullbergs och Bobergs kontrakt
  - Fornåsa församling
  - Brunneby församling som 2006 uppgick i Borensbergs församling
  - Lönsås församling som 2008 uppgick i Fornåsa församling
  - Älvestads församling som 2008 uppgick i Fornåsa församling
  - Kristbergs församling som 2006 uppgick i Borensbergs församling
  - Klockrike församling
- samt från 1992 tillförd från Göstrings och Lysings kontrakt
  - Hovs församling som 2006 uppgick i Vadstena församling

från hela Bergslags kontrakt
- Risinge församling som 2013 namnändrades och uppgick i Finspångs församling
- Hällestads församling som 2013 uppgick i Finspångs församling
- Skedevi församling som 2013 uppgick i Finspångs församling
- Regna församling som 2013 uppgick i Finspångs församling
- Tjällmo församling
- Västra Ny församling som tillförts 1962 från Aska kontrakt
- Godegårds församling
- Vånga församling hade 1962 överförts till Norrköpings kontrakt

## Kontraktsprostar
| Ämbetstid | Namn            | Levnadstid | Övrigt                            |
| --------- | --------------- | ---------- | --------------------------------- |
| 2004–2005 | Kjell Karlsson  |            | Kyrkoherde i Vadstena församling. |
| 2006–2014 | Anders Wallberg | –2014      | Kyrkoherde i Motala församling.   |